# Constitució de l'Any III

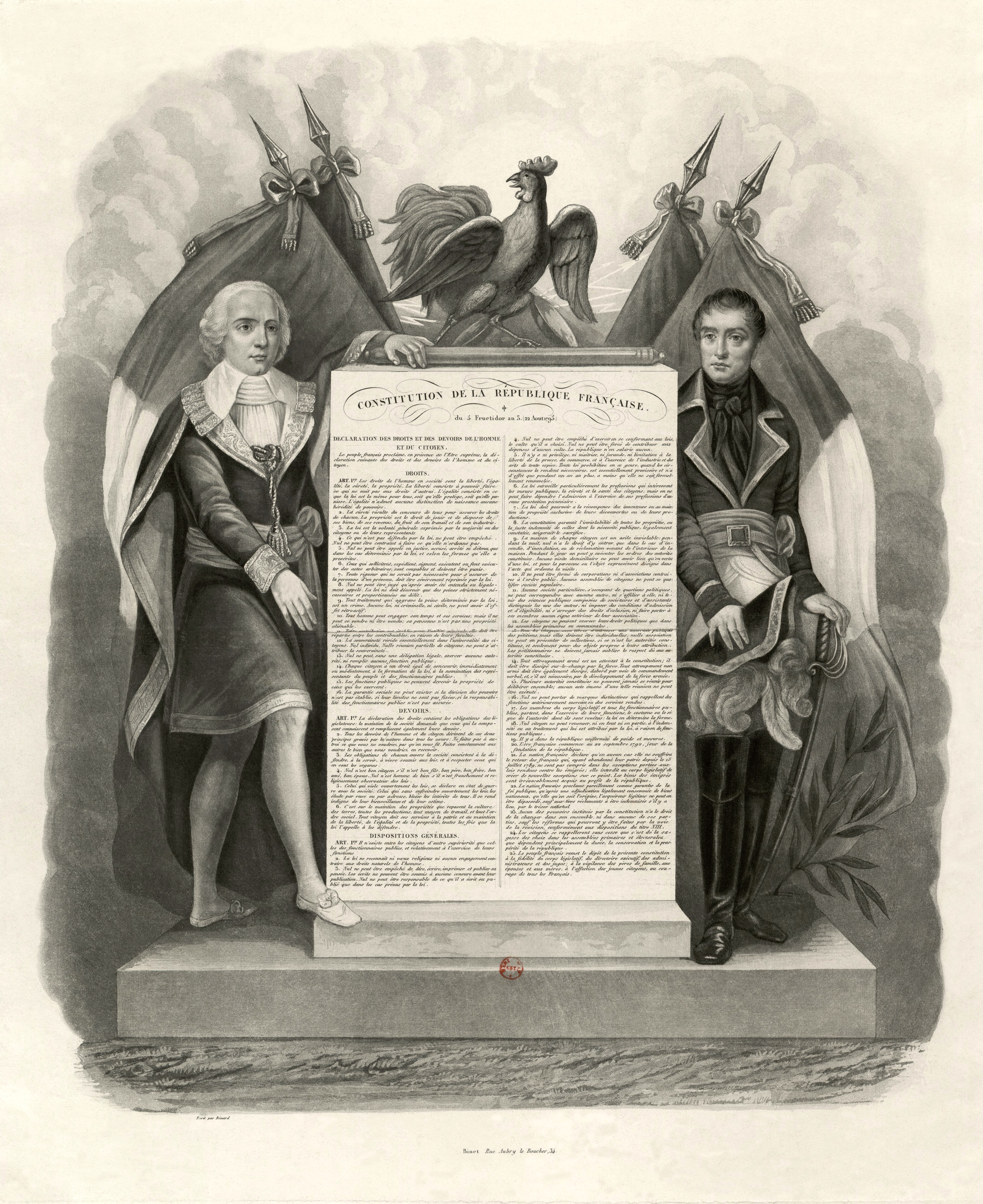
Constitució de l'any III

La Constitució de l'any III és el text que va establir el Directori durant la Revolució francesa. Fou aprovada per referèndum el 5 de fructidor de l'any III (22 d'agost de 1795), i té com a preàmbul la Declaració dels Drets i els Deures de l'Home i del Ciutadà de 1795. La seva aprovació va ser seguida per un nou codi penal, el Codi de delictes i penes (Code des délits et des peines).
Fou una constitució conservadora, basada en la sobirania nacional, la divisió de poders i el sufragi censatari redactada per la Convenció Nacional en 1795.

## Redacció
Un cop suprimit el govern revolucionari després de la caiguda de Maximilien Robespierre el 9 de termidor de l'Any III (27 de juliol de 1794), els termidorians es van negar a implementar la Constitució de l'Any I (juny de 1793) i van elaborar la de 1795 favorable a l'exèrcit. Un comitè format per onze membres va encarregar-se de la redacció del projecte de Constitució.
Durant el debat del projecte, Sieyès demanava un control constitucional de les lleis amb la creació d'un jurat constitucional (Jury constitutionnaire). Va defensar aquesta proposta al juliol de 1795, que no va ser acceptada, però posteriorment va ser l'origen del Senat durant el Consolat i l'Imperi.

L'endemà del tancament del debat, el primer de fructidor de l'any III (18 d'agost de 1795), el diputat Baudin des Ardennes va presentar un informe "sobre les maneres de posar fi a la revolució", en què recomanava que dos terços dels escons al Consell d'Ancians i al Consell dels Cinc-cents estiguessin reservats per a membres de l'anterior Convenció, 500 de 750 electes. Per justificar el «decret dels dos terços», va explicar que 
| « | De la retirada de l'Assemblea Constituent vam aprendre que una legislatura totalment nova per posar en marxa una constitució que no ha estat provada és un mètode infal·lible per enderrocar-la. | » |

El decret i la Constitució foren aprovats per votació el 5 de fructidor de l'any III (22 d'agost de 1795) i sotmesos a referèndum. Van ser adoptats pel decret de 1 de verema de l'any IV (23 de setembre de 1795) que proclamava l'acceptació pel poble francès de la Constitució que li havia presentat la Convenció Nacional.
Els monàrquics van respondre al decret dels dos terços amb la insurrecció del 13 de verema de l'any IV (5 d'octubre del 1795). Els termidorians havien conservat la República, però havien instaurat de nou el sufragi censatari de dues classes per por del sufragi universal.

## Organització dels poders públics

### Poder legislatiu
El poder legislatiu estava dividit entre dues cambres (bicameral). El Consell dels cinc-cents proposava les lleis i l'altra assemblea (el Consell d'Ancians), composta per 250 membres, les aprovava o rebutjava. Tots dos consells es renovaven per terços cada any.

### Poder executiu
El poder executiu no era exercit per un càrrec unipersonal, sinó per cinc directors, per això el nom de Directori. Cada any, un dels seus membres era substituït per un de nou mitjançant un complex sistema de nomenament. En primer lloc, el Consell dels Cinc-cents designava en votació secreta deu candidats que eren proposats al Consell d'Ancians, que alhora n'escollia un d'entre els deu per integrar el Directori. Sovint, el primer consell proposava nou candidats desconeguts i un de conegut perquè aquest fos elegit. El director sortint només podia tornar a ser elegit al cap de cinc anys. Cada director exercia la presidència per torns de tres mesos: el president no tenia preponderància personal ni poder especial.